# Tiphallus aberrans
Tiphallus aberrans är en mångfotingart som beskrevs av Chamberlin 1952. Tiphallus aberrans ingår i släktet Tiphallus och familjen Rhachodesmidae. Inga underarter finns listade i Catalogue of Life.